# نازلي بينار كايا
نازلي بينار كايا هي ممثلة تركية ولدت في (21 يناير 1992) .

## أعمالها
ظهرت في عدد من المسلسلات والمسرحيات والأفلام :
المسلسلات :
- العروس الصغيرة
- الأيتام المتطوعين
- البحر الذي في قلبي
- ما وراء الغيوم
- يذكر سفر الرؤيا
- الحب لا نهاية له
- جبل القلب

الأفلام :
- مرحبا:رحلة الربيع
- الحب الأبدي
- صف المشاغبين مجددا
- أحلام رائعة
- جبل جونول عيد الأضحى

## روابط خارجية
بينار كايا على موقع قاعدة بيانات الأفلام على الإنترنت